# توماس دنشتت
توماس دنشتت (به آلمانی: Thomas Dennstedt) بازیکن فوتبال و مدافع اهل آلمان شرقی بود که از سال ۱۹۸۳ میلادی عضو تیم ملی فوتبال آلمان شرقی بوده‌است. وی در ۱ بازی ملی حضور داشته و در بازی‌های ملی‌اش گلی به ثمر نرساند. توماس دنشتت آخرین بازی ملی خود را در سال ۱۹۸۳ میلادی انجام داد.